# Bergbahnen Rinerhorn
Die Bergbahnen Rinerhorn AG ist ein Schweizer Tourismusunternehmen und Betreiber mehrerer Seilbahnen auf Im Gebiet Nüllischgrat-Rinerhorn-Hubel in Davos. Außerdem werden die Restaurants Jatzmeder, Blockhuus, Spina, Hubelhütte und mehrere Bars unterhalten. Auch der Campingplatz Rinerlodge sowie die Unterkünfte Maxon Pavillon, Rinerlodge und das Berghostel Rinerhorn gehören zum Unternehmen.

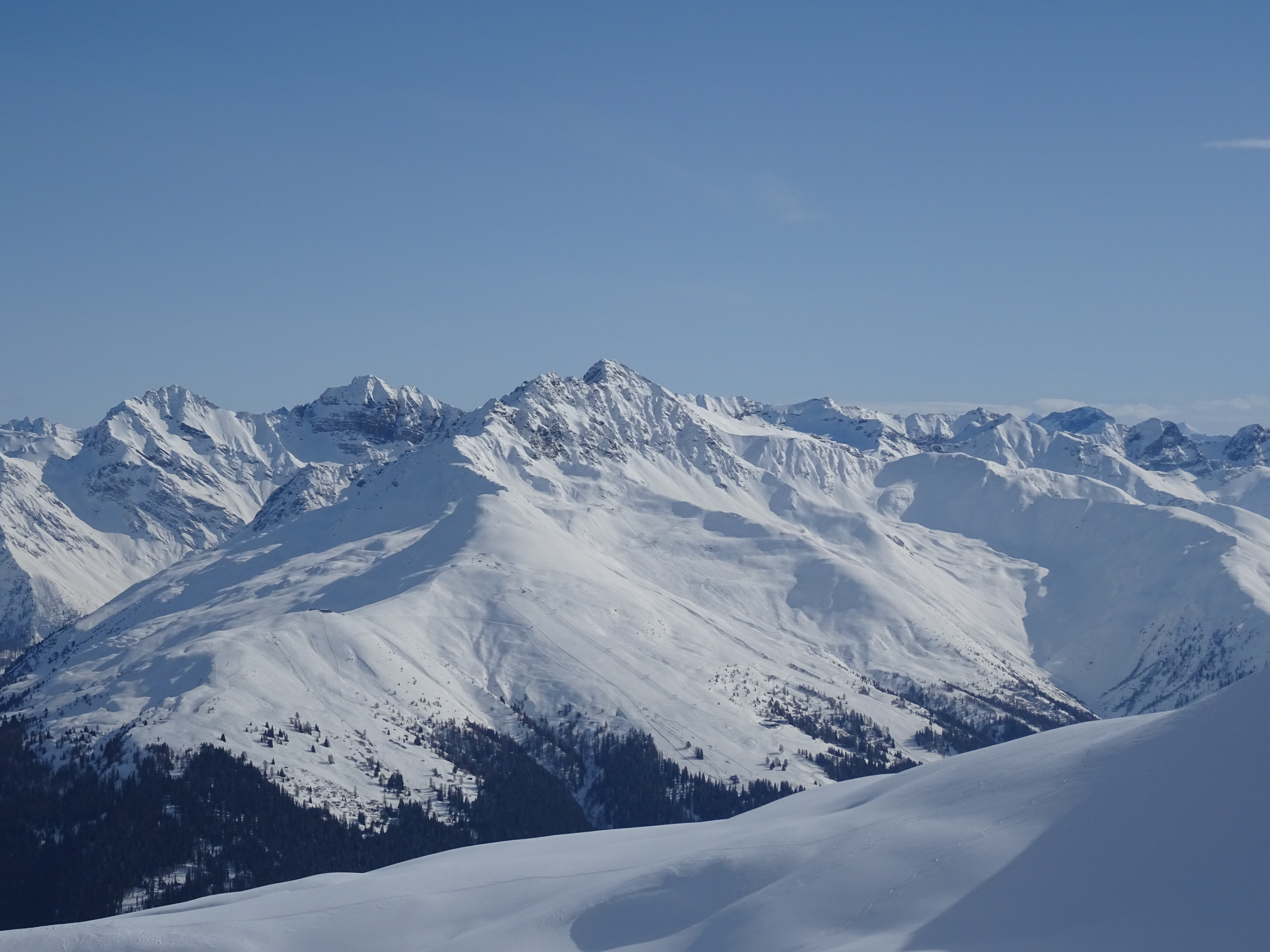
Überblick über das Rinerhorn im Winter

## Geschichte
In den 1950ern kam es zu ersten Initiativen, welche dem hinteren Teil des Davoser Tals eine touristische Perspektive geben wollten. Zwei Gruppen reichten ein Konzessionsgesuch ein, eine für die Erschließung des Gebietes oberhalb der Stafelalp in Richtung Tiejer Flue und Chörbschorn, die andere für die Erschließung des Rinerhorns/Nüllischgrates. Das BAV erteilte letztendlich der Erschließung des Rinerhorns eine Konzession, aus Gründen des Denkmalschutzes (Frauenkirche, Stafelalp) und der Schneesicherheit. Am 11. Januar 1963 wurde eine Konzession für eine Luftseilbahn Glaris-Rinerhorn-Nüllischgrat erteilt. Da es Finanzierungsprobleme gab, und um einen Verfall der Konzession nicht zu riskieren musste umgeplant werden. Man entschloss sich statt der Luftseilbahn einen Sessellift zur Jatzmeder zu bauen. Im Sommer 1969 wurde mit dem Bau des Sesselliftes von Davos Glaris als Zubringer begonnen, außerdem wurde der Doppelskilift Juonli gebaut, sowie das Bergrestaurant Jatzmeder. Die Eröffnung des neuen Skigebietes folgte am 16. Dezember 1969. Im Jahr 1971 folgte der Bau des Skilift Nülli. Alle drei Seilbahnen wurden von der Firma Habegger gebaut. 1981 wurde der Schlepplift Trainer von der Firma Oehler aufgestellt, welcher gebraucht von dem Skigebiet Parsenn übernommen wurde. 1982 erfolgte mit dem Bau des Schlepplifts Hubel durch Habegger die bis heute letzte Erweiterung des Skigebietes. 1987 wurde schließlich die Sesselbahn Glaris-Jatzmeder durch eine leistungsstärkere kuppelbare Gondelbahn von der Firma Garaventa ersetzt.
In den 1990er Jahren gerieten die Bergbahnen Rinerhorn in finanzielle Schwierigkeiten. Als sie 1996 kurz vor dem Konkurs standen, übernahmen die Davos-Parsenn-Bahnen AG eine Mehrheitsbeteiligung von 56,94 % an den Bergbahnen Rinerhorn. Diese Beteiligung kam an die Davos Klosters Bergbahnen, in welche die Davos-Parsenn-Bahnen 2003 aufgingen. In den 2010ern und 2020ern erfolgte ein schrittweise Ausbau der technischen Beschneiung.
| Jahr      | Ereignis |
| --------- | --- |
| 1963      | Die Konzession für die Erschliessung des Gebietes Rinerhorn/Nüllischgrat wird erteilt. |
| 1969      | Gründung der Gesellschaft. Bau des Doppelskilifts Juonli und der Zubringersesselbahn durch die Firma Habegger, sowie des Bergrestaurants nach einer nur achtmonatigen Bauzeit. Das Skigebiet wird am 16.12 feierlich eröffnet.                                                                |
| 1971      | Bau des Doppelskilifts Nülli und Erweiterung des Bergrestaurants um rund 250 Sitzplätze. |
| 1972      | Brand an der Bergstation des Nülliskiliftes. |
| 1977      | Neubau der Talabfahrt Brand. |
| 1974–1979 | Die Skilifte Juonli und Nülli werden mit Langbügeln ausgestattet. |
| 1981      | Der Skilift Palüda wird von den Parsennbahnen übernommen und als Skilift Trainer gekürzt auf der Juonlimeder aufgestellt. Erweiterung der Terrasse des Restaurant Jatzmeder. |
| 1982      | Der Skilift Hubel wird durch die Firma Habegger/von Roll erstellt. |
| 1985      | Erstmalige Nutzung technischer Beschneiung, mit Hilfe zweier Schneekanonen. |
| 1987      | Neubau einer kuppelbaren Gondelbahn durch die Firma Garaventa als Zubringer. Abbruch der Sesselbahn. |
| 1988      | Brand in der Talstation des Skilift Nülli. |
| 1990      | Neubau des Skiliftes Nülli, auf bestehendem Unterbau des alten Liftes. |
| 1993      | Neubau der Hubelhütte mit 70 Innen- und 120 Aussensitzplätzen. |
| 1996      | Das Unternehmen steht nach mehreren schneearmen Wintern kurz vor dem Konkurs. Übernahme einer Mehrheitsbeteiligung von 56,94 % durch die Davos-Parsenn-Bahnen AG. |
| 2003      | Fusion der Davos-Parsenn-Bahnen-AG mit zwei weiteren Bergbahnunternehmen zu den Davos Klosters Bergbahnen AG, die Bergbahnen Rinerhorn werden seitdem als dessen Tochterunternehmen geführt.                                                                                                  |
| 2011      | Planungen für einen kuppelbaren Vierersessellift als Ersatz des Juonliliftes finden statt, werden aber nie umgesetzt. |
| 2012      | Beschneiung der Talabfahrt, sowie der Piste am Trainerlift und der Verbindungspiste Nülli-Juonli. |
| 2013      | Auf der Talabfahrt wird erstmals Nachtskifahren und Nachtschlittenfahren angeboten. |
| 2021      | Neubau eines Speichersees unterhalb des Skilifts Nülli mit einem Fassungsvermögen von 30.000 Kubikmetern. Beschneiungsinfrastruktur wird auf der Juonlimeder, sowie an der Verbindungspiste zwischen Juonli und Hubel installiert. Dabei wird das Wasser des Rieberbach und Leidbach genutzt. |
| 2022      | Nutzung der Beschneiungsinfrastruktur für den Bau eines Kleinwasserkraftwerkes mit einer Leistung von 1,8 Millionen Kilowattstunden pro Jahr. |
| 2023–2027 | Umfangreiche Sanierung der Gondelbahn mit Revision der Mechanik und Elektronik und Erneuerung der Kabinen. |
| 2024      | Der Trainerlift wird als Tellerlift neu gebaut. |

## Seilbahnen
| Anlagenname   | Bild | Typ               | Verlauf               | Baujahr | Höhendifferenz | Länge  | Kapazität pro Stunde | Hersteller |
| ------------- | ---- | ----------------- | --------------------- | ------- | -------------- | ------ | -------------------- | ---------- |
| Rinerhornbahn |      | Einseilumlaufbahn | Glaris-Jatzmeder      | 1987    | 591 m          | 1780 m | 1200                 | Garaventa  |
| Nülli 1       |      | Schlepplift       | Rieberalp-Augustberg  | 1971    | 560 m          | 2032 m | 1000                 | Habegger   |
| Nülli 2       |      | Schlepplift       | Rieberalp-Augustberg  | 1971    | 560 m          | 2032 m | 1000                 | Habegger   |
| Juonli 1      |      | Schlepplift       | Juonlimeder-Rinerhorn | 1969    | 452 m          | 1342 m | 1000                 | Habegger   |
| Juonli 2      |      | Schlepplift       | Juonlimeder-Rinerhorn | 1969    | 452 m          | 1342 m | 1000                 | Habegger   |
| Trainer       |      | Schlepplift       | Juonlimeder           | 1981    | 119 m          | 392 m  | 1000                 | Oehler     |
| Hubel         |      | Schlepplift       | Stuudemeder-Hubel     | 1982    | 313 m          | 1037 m | 1000                 | Habegger   |

## Projekte
Mittelfristig wird die Verbindung des Skigebiets des Rinerhorn mit dem des Jakobshorn angestrebt. In der Diskussion sind eine Pendelbahn, welche das Sertigtal überspannt, oder eine Verbindungsvariante durch das Sertigtal mit zusätzlichen Abfahrtsmöglichkeiten, wobei Talstationen im Bereich Mühle oder Gämpi möglich wären.